# Nick Beggs
Nick Beggs (15 dicembre 1961) è un musicista inglese, noto per suonare il basso e il chapman stick. È un membro dei The Mute Gods e Kajagoogoo, precedentemente anche una membro di Iona e di Ellis, Beggs e Howard. Suona nella band di Steven Wilson.

## Biografia
Dopo aver frequentato la scuola d'arte, nel 1978 Beggs forma la band Art Nouveau, con Steve Askew, Stuart Croxford Neale e Jez Strode. Chris Hamill (Limahl) si unì alla band nel 1981 e, su suggerimento di Beggs, fu ribattezzata Kajagoogoo. L'uscita del primo singolo Too Shy nel gennaio 1983 vide la band impegnata in un tour promozionale. Il disco raggiunse il numero 1 nella UK Singles Chart. La band ha continuato ad avere altri quattro top 40 nel Regno Unito nel 1983 e nel 1984.
Dopo aver licenziato il cantante Limahl nel 1983 e, in seguito a una rottura con Strode nel 1985, i tre membri rimanenti della band si riformarono come Kaja.
Tra il 1985 e il 1987, Beggs si concentrò sulla scrittura di brani nuovi con vari altri cantautori e alla fine formò Ellis, Beggs e Howard nel marzo 1987. Ellis, Beggs e Howard si sciolsero nel 1989 e nel 1990 Beggs si unì alla band progressive folk, Iona. Con loro ha registrato due album, The Book of Kells e Beyond These Shores.
Ha continuato a lavorare con vari artisti e gruppi tra cui Gary Numan, Alphaville, Belinda Carlisle, Emma Bunton (nel suo album Life in Mono), Howard Jones e l'ex bassista dei Led Zeppelin, John Paul Jones.
Beggs ha continuato a lavorare come artista e manager di repertorio per Phonogram Records (PolyGram), dove ha lavorato per otto mesi. In seguito è diventato un collaboratore di varie pubblicazioni di chitarra e ora è un recensore per la rivista Bass Guitar. È anche un mecenate della scuola di chitarra e basso con sede a Londra, Guitar-X.
Ha registrato e pubblicato due album solisti e un EP: Stick Insect (2002), The Maverick Helmsman (2004), Stick Enterprises, così come The Darkness Inside Mens Hearts, 2014 Burning Shed: una compilation dei pezzi solisti di Chapman Stick dai suoi due album precedenti.
Beggs e Askew sono stati fortemente coinvolti con un nuovo duo chiamato Industrial Salt, che ha avuto successo in Giappone. Hanno anche scritto materiale per Claudia Mills, finalista del talent show televisivo della BBC Let Me Entertain You.
Per molti anni è stato il bassista di Steve Hackett sia in studio che in tour.
Nel 2010 Beggs registra basso e stick nell'album Piano Car di Stefano Ianne insieme a Trilok Gurtu e John De Leo ed effettua un tour di sei date entrando nello Stefano Ianne Project con Terl Bryant, Ricky Portera e Mario Marzi.
Il gruppo dei Kajagoogoo riformato con Beggs, Askew e Croxford Neale andò in tour nel 2004. Anche Limahl e Strode si riunirono entrambi nel 2008 e la band fece un lungo tour. La band ha pubblicato un EP di nuovo materiale nel 2011. In un'intervista con Cherry Red TV nel 2018, Beggs ha parlato della reunion, affermando ... ci siamo riformati, siamo stati in tour, abbiamo registrato un EP e rimasterizzato il retro del catalogo... e a quel punto ho sentito che avevamo fatto tutto. È stato un bel modo di finire, mettendoci un bel fiocco finale e passando oltre.
Dal 2011 Beggs è un membro della band itinerante di Steven Wilson, avendo anche suonato negli album di Wilson Grace for Drowning, The Raven That Refused to Sing, Hand. Cannot. Erase, 4½ e To the Bone.
Nel febbraio 2013 il progetto di Beggs, Lifesigns, con John Young e Frosty Beedle, ha pubblicato un album omonimo.
Beggs è diventato anche un membro della band belga Fish On Friday, che ha pubblicato un album chiamato Godspeed alla fine del 2014 e ha contribuito al progetto solista di John Mitchell Lonely Robot, che ha pubblicato l'album Please Come Home nel febbraio 2015 oltre ad apparire sull'EP Spectral Mornings.
L'ultima collaborazione di Beggs si chiama The Mute Gods, con Marco Minnemann e Roger King. Il loro primo album è stato pubblicato nel gennaio 2016, intitolato Do Nothing till You Hear from Me. Questo è stato seguito da Tardigrades Will Inherit the Earth nel febbraio 2017 e da Atheist and Believers nel 2019.

## Strumentazione
Gli strumenti principali di Beggs sono Chapman Stick e il basso.
Ha anche modificato in modo significativo uno Chapman Stick in uno strumento che attiva il MIDI sia dalle corde del basso che dalla melodia. Lo ha chiamato Virtual Stick.

## Discografia

### Ellis, Beggs and Howard

#### Albums
- 1988 Homelands, RCA
- 1999 The Lost Years Volume One
- 2010 The Lost Years Volume Two

### Lifesigns
- 2013 Lifesigns Esoteric Antenna

### Solo

#### Albums
- 2002 Stick Insect, CD Stick Enterprises
- 2004 The Maverick Helmsman, CD Stick Enterprises
- 2014 The Darkness Inside Mens Hearts, Burning Shed: a compilation of the solo Chapman Stick pieces from his two albums, Stick Insect (2002) and "The Maverick Helmsman" (2004) with 2 newly recorded songs bookending the release.
- 2019 Words Fail Me, CD Cherry Red Records

### con altri artisti
con Rockets
- 1992 Another Future

con Steve Hackett
- 2009 Out of the Tunnel's Mouth
- 2011 Beyond the Shrouded Horizon
- 2011 Live Rails
- 2012 Genesis Revisited II

con Steven Wilson
- 2011 Grace For Drowning
- 2012 Catalog / Preserve / Amass (live)
- 2012 Get All You Deserve (live)
- 2013 The Raven that Refused to Sing
- 2013 Drive Home
- 2015 Hand. Cannot. Erase.
- 2016 4½
- 2017 To the Bone
- 2018 Home Invasion: In Concert at the Royal Albert Hall
- 2021 The Future Bites
- 2023 The Harmony Codex

con Lonely Robot
- 2015 Please Come Home

con The Mute Gods
- 2016 Do Nothing till You Hear from Me
- 2017 Tardigrades Will Inherit the Earth
- 2019 Atheists and Believers

con Stefano Ianne
- 2010 Piano Car